# Должностное лицо по защите данных
Должностное лицо по защите данных (англ. Data Protection Officer) — должностное лицо, отвечающее за соблюдение организацией закона о защите персональных данных. Этот термин определён в общем регламенте по защите данных и описан в статьях 37, 38 и 39 и является обязательным для соблюдения регламента.
Должностное лицо по защите данных назначается на основе профессиональных качеств и, в частности, экспертных знаний общего регламента по защите данных для выполнения следующих задач:
- Информировать контролера и обработчика данных об их обязательствах касательно регламента по защите данных;
- Контролировать соблюдение норм и требований регламента;
- Быть представителем в органе надзора за соблюдением регламента;
- Быть консультантом при любых ситуациях, затрагивающих регламент.

Должностное лицо по защите данных должно напрямую подчиняться высшему начальству в организации; не должно получать никаких инструкций по исполнению своих обязанностей от контролера или обработчика данных; быть уволен/оштрафован за исполнение своих обязанностей; может выполнять другие функции если они не противоречат основным должностным инструкциям.